# Dolores County
Dolores County is een county in de Amerikaanse staat Colorado. De county is vernoemd naar de rivier de Dolores die er ontspringt.
De county heeft een landoppervlakte van 2.763 km² en telt 1.844 inwoners (volkstelling 2000). De hoofdplaats is Dove Creek.

## Bevolkingsontwikkeling

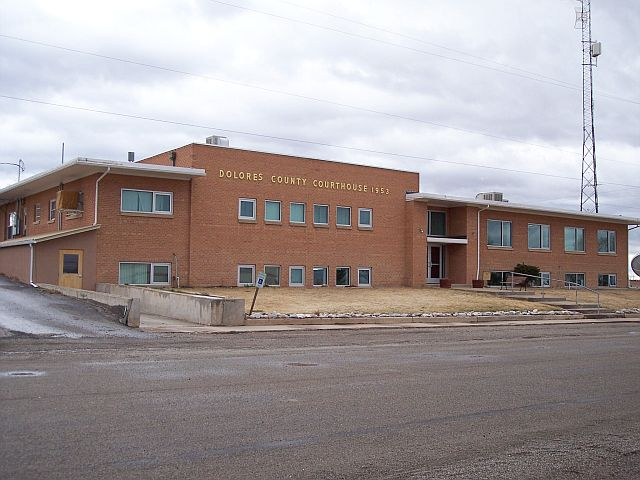
Dolores County Courthouse